# Heart Attack Grill
Heart Attack Grill (буквально «Гриль, вызывающий сердечный приступ») — тематический американский ресторан, первоначально располагавшийся в Чандлере, штат Аризона, но впоследствии перенесённый в центр Лас-Вегаса, штат Невада. В ресторане подают намеренно нездоровую пищу с высоким содержанием жира, сахара и холестерина — продуктами, которые при частом употреблении можут увеличить вероятность сердечного приступа (отсюда и название).

## Тематика

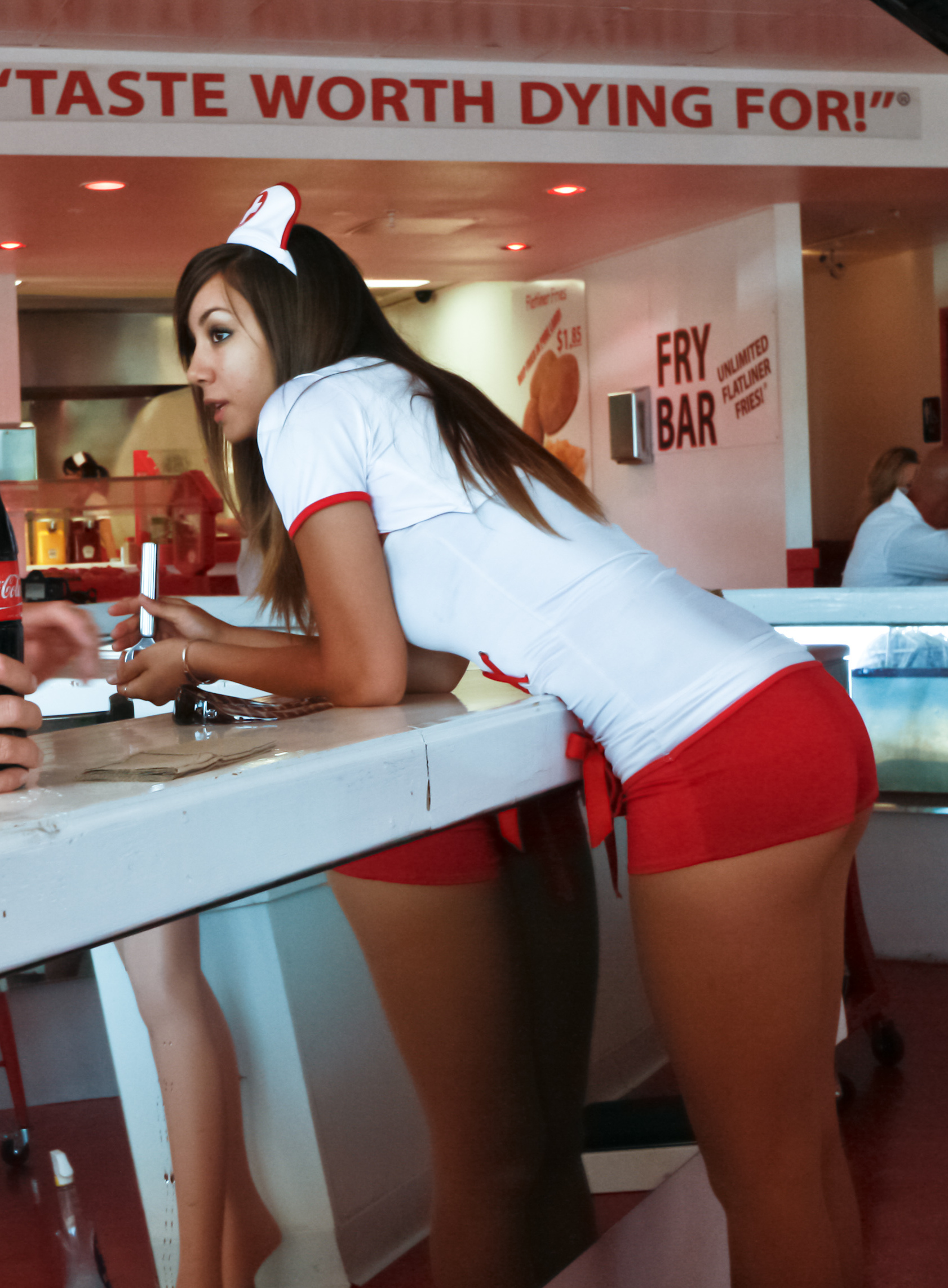
Рабочая форма официантки Heart Attack Grill (2009)

Заведение представляет собой ресторан с больничной тематикой: «медсестры» (официантки) и «врачи» (официанты) выдают «рецепты» (принимают заказы) от «пациентов» (клиентов). Перед заказом каждый пациент надевает больничный халат и браслет, а те, кто не доедает еду, получают удар лопаткой-шлёпалкой от одной из «медсестёр», с возможностью впоследствии выкупить «инструмент наказания».
Меню, как правило, построено вокруг продуктов с исключительно высоким содержанием калорий и жиров. В него входят гамбургеры «Single-", "Double-", "Triple-", "Quadruple-", "Quintuple-", "Sextuple-", "Septuple-" и "Octuple Bypass» (буквально «Восьмикратное шунтирование»), весом от 8 до 64 унций (от 230 до 1810 грамм) и, в случае с «Octuple Bypass», калорийностью в 19 900 килокалорий или 83,2 килоджоуля; «Flatliner Fries» (буквально «асистолийная картошка» — картошка-фри приготовленная на чистом сале, пиве и текиле) в неограниченном количестве; «Butterfat milkshakes» (буквально «Масляные молочные коктейли») и безалкогольные напитки, такие как Кока-Кола мексиканского производства, приготовленная из тростникового сахара. Клиенты также могут заказать сигареты без фильтра или конфеты для детей.
Клиенты весом более 350 фунтов (160 килограмм) могут питаться в ресторане бесплатно. Одна из рекламных акций ресторана — это награда для клиентов, заключающаяся в том, что съевших тройной и четверной бургер сажает в инвалидную коляску и отвозит к машине «личная медсестра».

## История
Ресторан Heart Attack Grill был основан в 2005 году в Темпе, штат Аризона, Джоном Бассо, заявившего своей целью продавать «пищевую порнографию» — еду, «настолько вредную, что она вызовет у вас шок». Идея пришла ему во время написания маркетинговой диссертации о студиях фитнес-тренировок, под впечатлением от историй о том, как их клиенты «изменяют» своей диете.
Заведение в Аризоне закрылось 31 мая 2011 года, чтобы вновь открыться уже в Далласе, штат Техас, в начале того же месяца.  Ресторан в Далласе закрылся в октябре 2011 года из-за неуплаты аренды, а с официального сайта ресторана была удалена вся информация о нём.
Заведение в Лас-Вегасе открылось в октябре 2011 года, от лица принадлежащей Джону Бассо кампании с ироничным названием «Diet Center LLC». Слоган ресторана — «Боремся с анорексией с 2005 года».
18 февраля 2012 года группа активистов из округа Колумбия потребовала от владельца Heart Attack Grill объявить о «моральном банкротстве» и закрыть ресторан в Лас-Вегасе, на что владелец ответил отказом.

## Несчастные случаи
Представитель ресторана, Блэр Ривер весом 575 фунтов (261 кг), умер 1 марта 2011 года в возрасте 29 лет от осложнений, вызванных пневмонией. Вскоре после этого, 31 мая 2011 года, заведение в Аризоне закрылось.
11 февраля 2012 года у клиента, когда он ел в ресторане тройной гамбургер, как сообщается, случился сердечный приступ. Владелец ресторана Джон Бассо вызвал скорую помощь, и посетитель был доставлен в больницу, однако остальные посетители же подумали, что это был рекламный ход, и начали снимать его на камеру. Позже Бассо заявил, что «чувствовал себя ужасно из-за этого случая», и что «даже с нашим собственным болезненным чувством юмора, мы никогда бы не стали так шутить».
21 апреля 2012 года женщина потеряла сознание во время употребления бургера «Double Bypass» параллельно с распитием алкоголя и курением.
В феврале 2013 года неофициальный представитель и завсегдатай заведения, 52-летний Джон Аллеман, умер от сердечного приступа, ожидая автобуса на остановке перед рестораном.

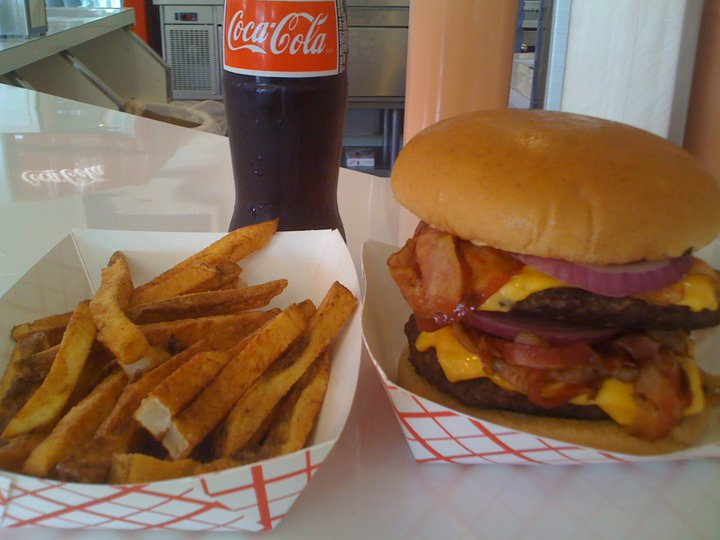
Бургер «Double Bypass» и картофель фри «Flatliner fries» с бутылкой мексиканской колы

## В популярной культуре
Ресторан был показан в эпизоде «Extreme Pig-outs» на канале Travel Channel, «All You Can Eat» на канале History, Самые странные рестораны мира на канале Food Network Canada, на CBS в репортаже ABC News с Биллом Гейстом, «Khawatir 10» на канале MBC, «7 Deadly Sins» на канале Showtime, в пилотном эпизоде сериалов «Fluffy Breaks Even» и «The Kyle Files».
На французском телевидении он появился в посвященном Лас-Вегасу эпизоде телевизионной программы «Drôles de villes pour une rencontre», а на испанском — в 33-й серии седьмого сезона телепрограммы «Madrileños por el mundo», а также в десятой серии второго сезона «Viajeros Cuatro», также посвящённых Лас-Вегасу.